# 31 Evfrozina
31 Evfrozina (mednarodno ime 31 Euphrosyne, starogrško starogrško Ευφροσύνη: Eufrosíne) je asteroid tipa C v glavnem asteroidnem pasu. 

## Odkritje
Asteroid je odkril James Ferguson (1797–1867) 1. septembra 1854. Ime je dobil po Evfrozini iz grške mitologije. Evfrozina je bila en izmed harit.

## Lastnosti
Evfrozina je eden izmed večjih asteroidov, po velikosti je osmi v glavnem asteroidnem pasu. Predstavlja 1 % vse mase celotnega asteroidnega pasu. Je precej temen asteroid z navideznim sijem približno +10,2, kar je šibkejše kot ostalih 30 do takrat odkritih asteroidov. 
Asteroid Evfrozina obkroži Sonce v 5,59 letih. Njegova tirnica ima izsrednost 0,226, nagnjena pa je za 26,316° proti ekliptiki. Njegov premer je 255,9 km, okrog svoje osi pa se zavrti v 5,531 urah.
Površina asteroida je temna, kar pomeni, da se na njem nahajajo ogljikove spojine. Ima zelo nizko gostoto, zato predvidevajo, da ni trdno telo, ampak je skupina manjših teles, ki so zaradi težnostnih sil združena.